# 新法蒂瑪 (巴伊亞州)
新法蒂玛（葡萄牙語：Nova Fátima）是巴西巴伊亚州的一个市镇。总面积371.48平方公里，总人口5414人，人口密度14.6人/平方公里。